# Svend Fleuron
Svend Fleuron (4. januar 1874 på Katrinedal ved Keldby på Møn – 5. april 1966 i Humlebæk) var en dansk forfatter. Svend Fleuron (døbt Svend Fleron Christensen) blev født på Katrinedal ved Keldby på Møn og var søn af en godsejer.
Svend Fleron slog sig op som forfatter til romaner, hvor hovedpersonerne er dyr med menneskelige følelser og evner, fx skinsyge og evnen til at ræsonnere. Bøgerne med titler som "Haren den grå" og "Det tuder om natten" var umådeligt populære og udkom i utallige oplag.
Med den polemiske roman Fasandyret (1934) gik Fleuron ind i debatten om jagt og vildtopdræt. Romanen giver en realistisk beskrivelse af efterstræbelsen af rovdyr og rovfugle – alt som kunne true det for godsejerne givtige fasanopdræt. Den sparer imidlertid ikke på patos og moraliserende pegefingre. Fleuron sendte eksemplarer til fruerne på en række danske godser til julen 1934 med en hilsen om, at de ikke vidste, hvad der foregik i "mændenes skove". Dette træk gjorde Fleuron forhadt i godsejerkredse.
Svend Fleuron var inden 2. verdenskrig en respekteret forfatter og nød i udlandet særligt anderkendelse i Tyskland. Forbindelserne til Tyskland medførte, at Fleuron efter krigen blev betragtet som kollaboratør. Han var medlem af Europæisk Forfatterforening (stiftet i Weimar i 1942). Han blev ekskluderet af Dansk Forfatterforening i 1946, og en villavej i Søborg, der i 1925 var blevet opkaldt efter Svend Fleuron, blev omdøbt til Maglegårds Allé. Siden blev Svend Fleuron i 1952 tilbudt at genindtræde i forfatterforeningen, hvilket han afslog.
Han er begravet på Sorgenfri Kirkegård.

## Romaner (udvalg)
- En Vinter i Jægergaarden (1909).
- Det røde Kobbel (1914).
- Det tuder om Natten – Roman om den sidste store Hornugle Strix Bubo (1916) (tysk udgave 1920 Strix: Die Geschichte eines Uhus fuldtekst ISBN 978-1-4068-1402-6 (2006-udgave)).
- Ib Fidelius Adeltand (1917).
- Haren den graa (1918).
- Killingerne: En Familiekrønike (1920) (engelsk udgave 1922 Kittens: A Family Chronicle; New York: Alfred A. Knopf fuldtekst).
- Grum – Roman fra Sø og Mose (1920).
- Det fængslede Vildnis (1925).
- Flax Aedilius (1929) (svensk udgave 1929 Schäfern Flax – En hunds brokiga liv; Stockholm: Albert Bonniers Förlag).
- Fasandyret – Farvel til Nordens Fauna (1934).
- Myregeneral Kallus (1935).

## Naturguider
- Fører i Dyrehaven, Danmark Nationalpark (1914).
- Hareskovene: Fører i Store og Lille Hareskov samt Jonstrupvang (1915).
- Skovene om Fursøen: Fører i Frederiksdals Skove og Nørreskov (1915).
- Rude- og Geelsskov: Fører i Skovene om Holte (1917).

## Eksterne links
- Svend Fleuron på gravsted.dk
- Svend Fleuron på Dansk Forfatterleksikon

1. ↑  Svend Fleuron på Litteraturpriser.dk
2. ↑  "Kørvel, Henning (2007) Fleuron – pariaen i dansk jagtlitteratur. Netnatur". Arkiveret fra originalen 13. oktober 2008. Hentet 12. maj 2008.
3. ↑  Hansen, Kjeld (2008) Det tabte land. Gads Forlag, København ISBN 978-87-12-04373-7 – Kapitel 18 Jægeren på Galtenborg
4. ↑  Landsvig, Hans-Henrik (2006) Vejen der forsvandt. Gladsaxe Byarkiv